# Бойові дії в горах
Особливості бойових дій в горах обумовлені складним характером місцевості, непередбачуваними погодними умовами та великим стратегічним значенням автомобільних доріг та перевалів.

## Кліматичні умови

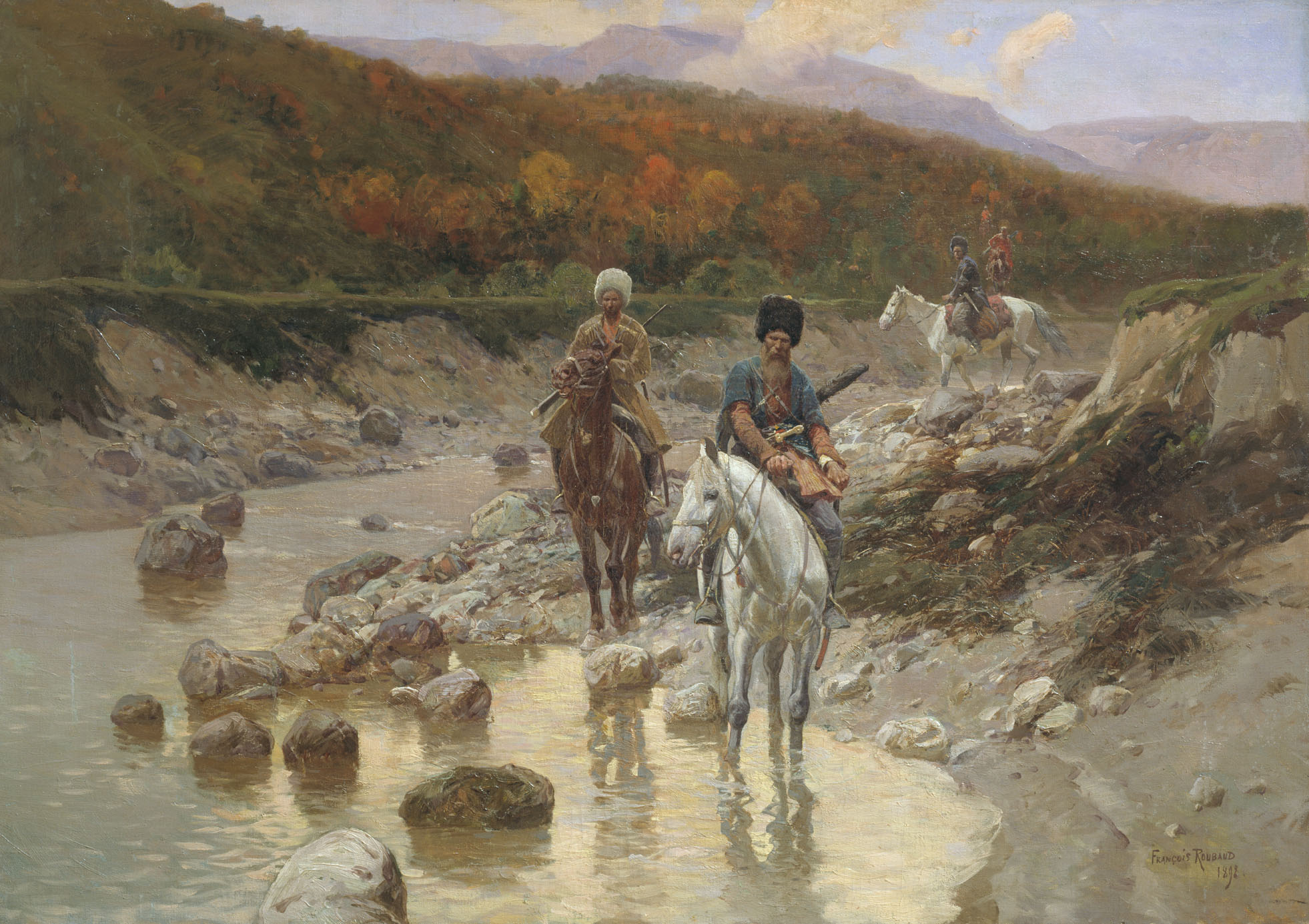
Козаки біля гірської річки. Картина Франца Рубо (1892)

Клімат у горах залежить не стільки від географічної широти скільки від висоти над рівнем моря та від напрямку гірських хребтів по відношенню до вітрів, які несуть вологу від океану. Схили зі сторони вологих вітрів вкриті лісами, мають відносно невеликі коливання денних температур, взимку тут випадає дуже багато снігу. Схили з боку материкової частини континенту зазвичай скелясті, мають небагато рослинності та мають різкі коливання температури. Кліматичні та метеорологічні умови – розрідженість атмосфери на висоті, різкі перепади температури, вологість повітря, значна сонячна активність значно впливають на фізичний стан особового складу.

## Шляхи сполучення
Гірська місцевість має велику кількість перешкод для просування військ — круті схили, на яких можуть відбуватись зсуви ґрунту, глибокі ущелини, які в деякі пори року можуть затоплюватись, льодовики. Великою перешкодою при пересуванні у горах є гірські річки. Вони характеризуються дуже швидкою течією, крутими берегами, низькою температурою води та великим коливанням рівня води (до кількох метрів протягом короткого проміжку часу, в залежності від швидкості танення снігу на вершинах). Найбільш повноводними вони бувають влітку. Шляхів сполучення у горах дуже мало, не всі з них придатні для просування автомобільної та броньованої техніки (в залежності від цього вони розділяються на дороги та тропи). Велике значення для долання гірських хребтів мають перевали. У холодну пору року пересування по деяким з них може бути неможливим.

## Особливості використання військових підрозділів у горах

### Піхота

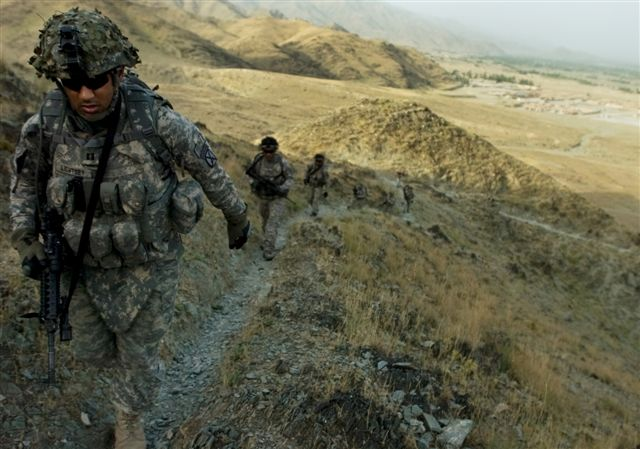
Військовослужбовці 10-ї гірсько-піхотної дивізії США на марші в провінції Кунар (Афганістан)

Основним родом військ при бойових діях у горах є піхота, певним чином підготовлена до специфічних умов місцевості. Використання бронетехніки та артилерії у горах ускладнене або взагалі неможливе. Піхота внаслідок складного рельєфу не має змоги розгортатись великими з'єднаннями тому діє відносно автономно та невеликими підрозділами. Завдяки відносно невеликій вазі стрілецької зброї та амуніції піхота може долати важкодоступні ділянки гірської місцевості. Гірська місцевість потребує від солдат високої фізичної витривалості, навичок в подоланні крутих схилів, гірських річок, льодовиків. Також необхідна особлива тактична та вогнева підготовка. Дуже велике значення для бойових дій в горах має вміння орієнтуватися на місцевості вдень та вночі, з топографічними картами та без них, оскільки в горах відсутні звичні для рівнинної місцевості орієнтири, крім того схили можуть бути вкриті лісом, що також заважає орієнтуванню.

### Інженерні війська
Інженерні війська виконують у горах велику кількість задач — обладнують шляхи сполучення для пересування військ (зокрема переправи через гірські річки), будують укриття та вогневі позиції для піхоти, руйнують шляхи сполучення ворожих підрозділів або створюють на них перешкоди для просування, забезпечують мінування та розмінування місцевості. Скелясто-кам'янистий ґрунт та ускладнене забезпечення будівельними матеріалами накладають відбиток на роботу інженерних підрозділів.

### Авіація
Велике значення для розвідки, забезпечення підрозділів та вогневої підтримки має авіація. Гірські умови впливають на роботу авіації:
- гірські хребти примушують авіацію підійматися на більшу висоту
- сильні вітри значно ускладнюють рух
- велика вологість (туман, хмари) ускладнюють зліт, посадку та виконання бойових завдань.

## Тактика дій в горах

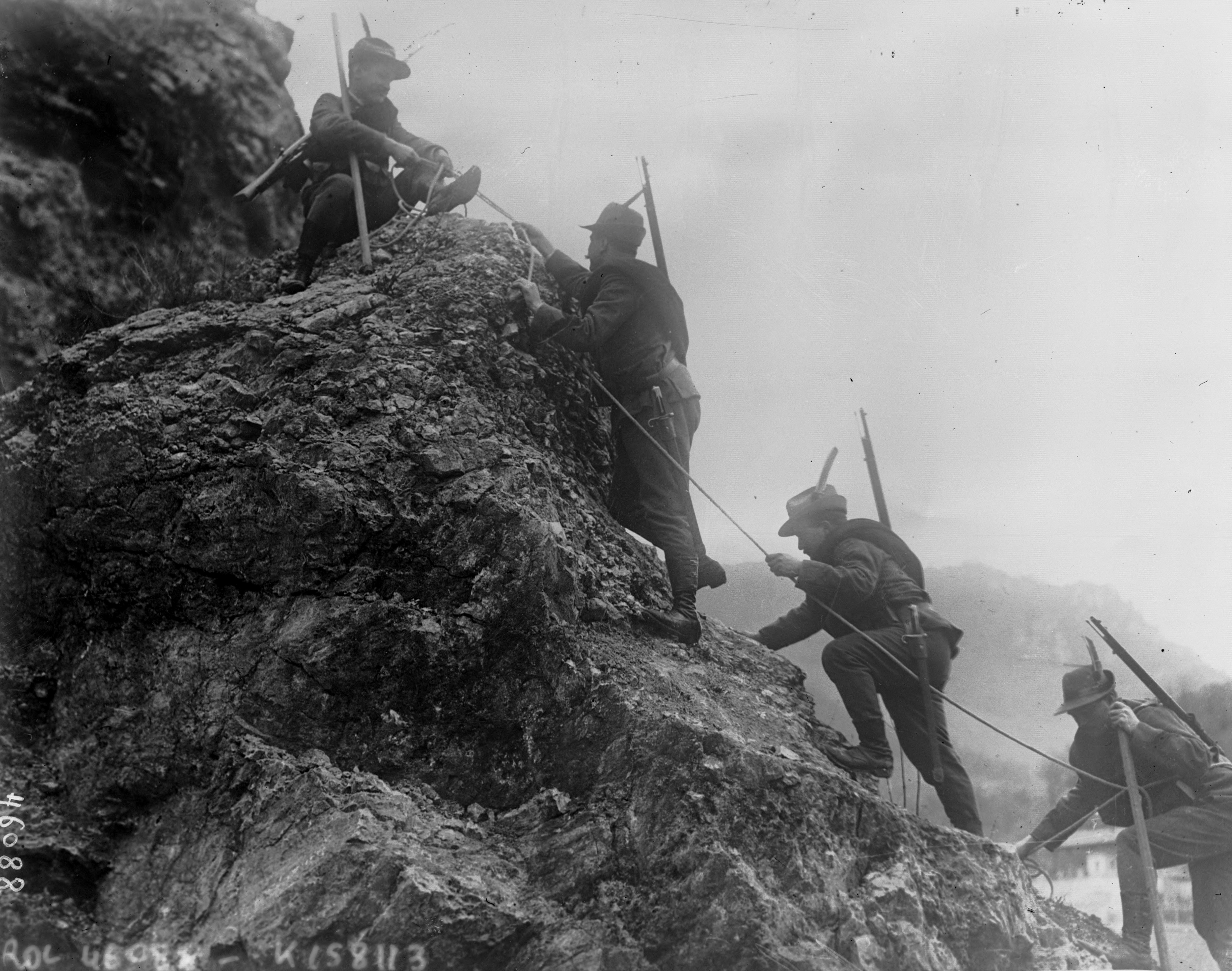
Італійські альпійські стрільці

Внаслідок складного рельєфу в горах значно зменшується рухомість підрозділів та можливість для маневру, погіршується якість зв'язку та забезпечення. Крім того втрачається можливість використовувати великі з'єднання військ, тому бойові завдання виконуються посиленими батальйонами або ротами. Піхота у бою зазвичай не має підтримки артилерії, тому повинна мати належний рівень вогневої міці та посилюється відповідним чином (гранатомети, великокаліберні кулемети, тощо). Велике значення для ведення ефективних бойових дій має підготовка до бою. Вона включає детальне вивчення району бойових дій, чисельності та місць дислокації супротивника та тренування особового складу. Також при плануванні бойових дій треба брати до уваги можливість різкої зміни погодних умов. Швидкість дій підрозділів та вміння приховано здійснювати маневри мають вирішальне значення для виконання бойових завдань. Велике значення має захоплення панівних висот.

### Наступ
При діях у наступі звичайною тактикою є сковування сил супротивника на фронтальних напрямках, приховане охоплення його опорного пункту та завдавання головного удару у тил або фланг. Внаслідок характеру місцевості фронтальна атака може бути неможливою або пов'язана з великими втратами особового складу. Наступу зазвичай передує зосередження військ, зайняття ними вихідного положення та підготовка. Вихідне положення обирають якомога ближче до переднього краю супротивника. Для досягнення раптовості наступу вихідне положення рекомендовано займати вночі або під прикриттям туману. Наступу передує ретельна розвідка. На основі даних розвідки складається план бою, який включає час початку наступу, напрямок головного удару, сили та засоби для ведення бою, бойові порядки, способи керування вогнем, способи забезпечення бою. На випадок різкої зміни погоди складають запасний план бою. Перегрупувати сили в ході бою буває вкрай важко або взагалі неможливо, тому треба ретельно вибирати напрямок головного удару та розподіляти сили та засоби. Головний удар зазвичай завдають у тому напрямку, де місцевість дає можливість здійснити маневр у фланг. Успіх досягається не тільки зосередженням основних зусиль на напрямку головного удару, а також стрімким проникненням невеликих мобільних груп в тил супротивника. Такі групи повинні порушувати управління підрозділами супротивника (знищувати штаби, лінії зв'язку), влаштовувати засідки на дорогах та тропах, заважаючи підходу резервів супротивника та забезпеченню його підрозділів. Піхотні підрозділи ведуть наступ перекатами, використовуючи тактику просочування та охоплення. Вони намагаються охопити опорні пункти розташовані на вершинах та хребтах гір. При цьому захоплення та утримання командних висот на флангах супротивника має дуже велике значення.

### Оборона
При діях у обороні підрозділи займають висоти, які панують над лініями комунікацій та підступами супротивника, що наступає. Велика увага приділяється правильному розташуванню військ, оскільки змінити його у ході бою в горах зазвичай неможливо. Передній край оборони будується по гірських хребтах, відрогах, за гірськими річками. Для прикриття флангів використовуються прірви, ущелини тощо. Суцільна лінія оборони у горах не будується, вона складається з окремих ротних або батальйонних опорних пунктів. Перед переднім краєм оборони та в проміжках між опорними пунктами рекомендовано влаштовувати засідки, використовуючи невеликі мобільні групи. Вогневі позиції артилерії та великокаліберних мінометів облаштовуються на висотах. Велике значення для оборони в горах має інженерним облаштуванням місцевості — завали на шляхах підступу до опорних пунктів, мінні поля, загородження з колючого дроту.

### Марш
Марш в горах є дуже складним. Невелика кількість шляхів, перепади висот, звивистість та невелика ширина доріг накладають обмеження на швидкість руху, також внаслідок цих факторів значно збільшується довжина колони. Марш потребує ретельної підготовки. Велике значення має організація бойової охорони. Техніка, що рухається колоною обов'язково повинна прикриватися з повітря. Фланги прикриваються зайняттям панівних висот по боках шляху прямування головних сил.